# Бодеево (станция)
Бодеево — узловая железнодорожная станция Юго-Восточной железной дороги в селе Высокое, Лискинского района Воронежской области.

## История
Станция открыта в 1898 году.

## Операции
На станции осуществляется:
- Приём и выдача грузов повагонными и мелкими отправками, загружаемых целыми вагонами на подъездных путях и местах необщего пользования;
- Продажа билетов на все пассажирские поезда.

## Расписание электропоездов
По графику 2023 года на станции останавливаются 20 электропоездов:
| № поезда   | Маршрут движения                 | Время отправления | Дни         |
| ---------- | -------------------------------- | ----------------- | ----------- |
| На Воронеж |                                  |                   |             |
| 6421       | Лиски — Воронеж I                | 05:20             | ежедневно   |
| 6343/6419  | Россошь — Воронеж I              | 06:27             | ежедневно   |
| 6315       | Лиски — Плехановская (Воронеж)   | 07:42             | ежедневно   |
| 6403       | Лиски — Плехановская (Воронеж)   | 09:03             | ежедневно   |
| 6011       | Лиски — Воронеж I                | 11:15             | по будням   |
| 6411       | Лиски — Воронеж I                | 15:53             | ежедневно   |
| 6409       | Лиски — Воронеж I                | 16:50             | по выходным |
| 6413       | Лиски — Воронеж I                | 17:51             | ежедневно   |
| 6005/6009  | Россошь — Воронеж I              | 20:24             | вс          |
| 6417       | Лиски — Воронеж I                | 20:53             | ежедневно   |
| На Лиски   |                                  |                   |             |
| 6402       | Колодезная — Лиски               | 07:19             | ежедневно   |
| 6404       | Воронеж I — Лиски                | 07:54             | ежедневно   |
| 6408       | Воронеж I — Лиски                | 10:23             | ежедневно   |
| 6410       | Воронеж I — Лиски                | 10:56             | по выходным |
| 6412       | Воронеж I — Лиски                | 13:07             | кроме вт    |
| 6414       | Воронеж I — Лиски                | 16:48             | ежедневно   |
| 6416       | Воронеж I — Лиски                | 17:28             | по будням   |
| 6418       | Воронеж I — Лиски                | 19:22             | ежедневно   |
| 6420/6344  | Плехановская (Воронеж) — Россошь | 20:21             | ежедневно   |
| 6422       | Воронеж I — Лиски                | 22:05             | ежедневно   |